# Dominic Philie
Dominic Philie est un acteur québécois né le 25 mars 1960 à Salaberry-de-Valleyfield (Québec, Canada). Il est connu autant pour ses rôles dans des séries jeunesse que des téléromans grand public.

## Biographie
Dominic Philie a reçu sa formation de comédien à l’École Nationale de Théâtre du Canada (1978 à 1981). Dès sa sortie de l’école, il a joué dans la LNI et au théâtre, notamment dans une pièce qui l’a beaucoup touché : Vie et mort du roi boiteux, mise en scène par Jean-Pierre Ronfard.

## Filmographie
- 1984 : Le 101, ouest, avenue des Pins (série télévisée) : Philippe
- 1984 : Épopée rock (série télévisée) : François
- 1984 : Le Crime d'Ovide Plouffe
- 1987 : Iniminimagimo (série télévisée) : rôles variés
- 1996 : Jasmine (série télévisée)
- 1997 : Laserhawk
- 1997 : For Hire : Sleeping Resident
- 1997 : Les Boys : Boisvert
- 1998 : C't'à ton tour, Laura Cadieux de Denise Filiatrault : gardien de sécurité
- 1998 : Les Boys 2 : Boisvert
- 2001 : Ramdam (série télévisée) : André Mongeau
- 2001 : Fortier (série télévisée) : Ronald Lamarche
- 2001 : Les Boys 3 : Boisvert
- 2002 : Rumeurs (série télévisée) : Charles Lanctôt
- 2004 : Camping sauvage : Marteau Pilon
- 2011 : Starbuck de Ken Scott : frère sévère